# Savarin (gastronomia)
Il savarin /savaˈʁɛ̃/, italianizzato in savarino, anche conosciuto in Italia come babà Savarin e torta Savarin, è un dolce francese.

## Storia
Il savarin condivide le stesse origini del noto babà al rum e risale alla prima metà del XIX secolo. Il savarin venne ideato nelle cucine della dimora in Alsazia del sovrano Stanislao Leszczyński che, non potendo consumare i tipici dolci secchi e compatti della regione, fra cui il Gugelhupf, a causa del suo mal di denti, decise di crearne una versione ammorbidita con del liquore.
La variante piacque così tanto al re Luigi XV di Francia che questi decise di proporlo anche nelle sue cucine. In seguito, nel 1844, la ricetta venne perfezionata dai due fratelli Julien, che battezzarono il dolce savarin in onore del gastronomo Anthelme Brillat-Savarin. La ricetta dei due pasticceri francesi era una macedonia di frutta racchiusa all'interno di una ciambella intrisa di liquore e insaporita con confettura di albicocche e ciliegie candite.

## Descrizione
Il savarin è costituito dal medesimo impasto utilizzato per fare i babà, ma con l'aggiunta di latte, che gli conferisce una consistenza molto spugnosa. Lo si prepara mescolando farina, miele, sale, lievito, vaniglia, scorza di limone, metà delle uova, latte e burro e versando l'impasto in uno stampo apposito. Una volta cotto, l'alimento viene quindi insaporito con uno sciroppo al rum, cannella, scorza di limone, vaniglia e anice o in alternativa il Grand Marnier. Volendo, può essere insaporito con frutta fresca, creme dolci e/o confetture a piacere.